# Pukkisaari (ö i Norra Karelen, Mellersta Karelen, lat 62,34, long 29,63)
Pukkisaari är en ö i Finland. Den ligger i sjön Pyhäselkä och i kommunen Rääkkylä i den ekonomiska regionen  Mellersta Karelens ekonomiska region  och landskapet Norra Karelen, i den sydöstra delen av landet, 300 km nordost om huvudstaden Helsingfors. Öns area är 2,1 hektar och dess största längd är 270 meter i sydväst-nordöstlig riktning.